# Phyllanthus huallagensis
Phyllanthus huallagensis là một loài thực vật có hoa trong họ Diệp hạ châu. Loài này được Standl. ex Croizat miêu tả khoa học đầu tiên năm 1943.